# LZ 127 (飛行船)

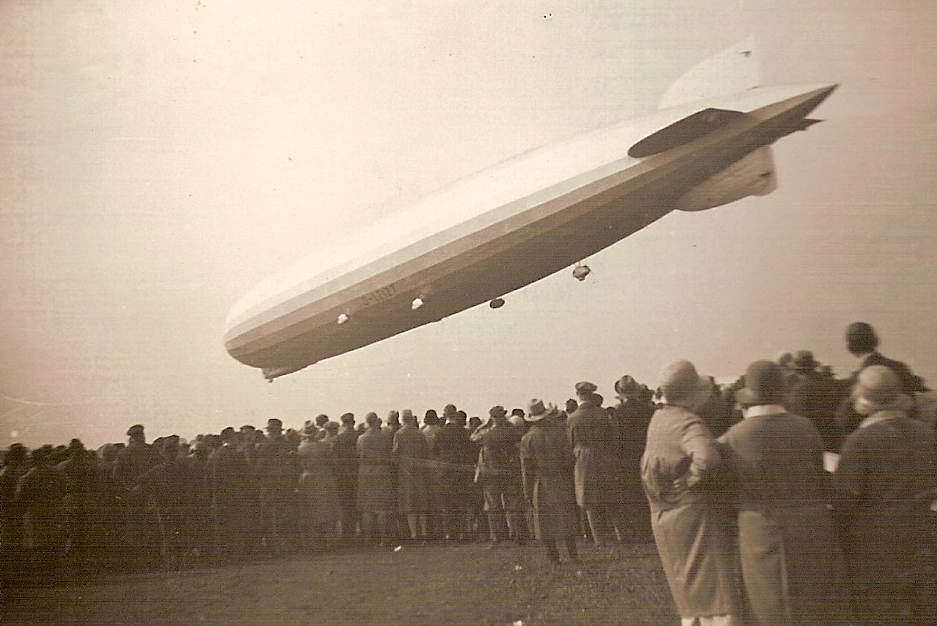
LZ 127「グラーフ・ツェッペリン」

LZ 127は、20世紀初めに登場した一連のドイツ巨大飛行船のひとつ。愛称は「グラーフ・ツェッペリン｣(Graf Zeppelin)（ツェッペリン伯号）。
1928年9月18日初飛行。全長236.6メートル（776フィート）、最大体積が10万5千立方メートル（370万8040立方フィート）にものぼる、当時世界最大の巨大飛行船。浮力には水素、動力にはブラウガスを使い、5基のマイバッハ製550HPエンジンを搭載して動き、60メートルトンの荷重を運搬可能にしていた。
愛称の「グラーフ」はドイツ語で「伯爵」。世界に名を馳せたドイツの巨大飛行船産業をほぼ一代で築き上げたフェルディナント・フォン・ツェッペリン伯爵に因む命名である。姉妹船にLZ 126「ロサンゼルス」がある。

## 歴史

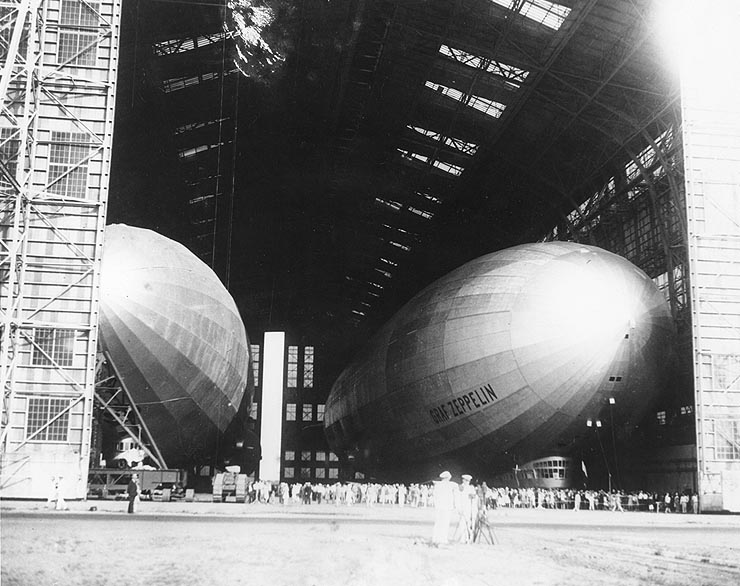
レイクハーストの格納庫（左：LZ 126「ロサンゼルス」、右：LZ 127「グラーフ・ツェッペリン」）

初めのうちLZ 127は、正規の飛行船旅行へ向けた実験的およびデモンストレーション用の目的で使用されることになっていたが、経費を相殺するため渡航者や手紙を運ぶようになった。1928年10月、アメリカ合衆国ニュージャージー州レイクハーストへ最初の長距離飛行が決行され、到着した乗組員はニューヨーク市で紙ふぶきの舞うパレードで熱狂的な歓迎を受けると、ホワイトハウスにも招かれた。その後にグラーフ・ツェッペリンはドイツ、イタリア、パレスチナとスペインを訪れた。アメリカへ飛行する2度目の旅行は、1929年5月にエンジンの故障が原因でフランスにて中止となった。
1929年8月、LZ 127は完全な地球一周という思い切った冒険へと出発した。この「空の巨人」の増加する人気のおかげで、ツェッペリン社幹部のフーゴー・エッケナー博士はスポンサーとなる企業を容易に見つけることができた。その出資者の中には、世界一周の旅をレイクハーストから正式に出発するよう求めた人物である、アメリカ出版界の大君ウィリアム・ランドルフ・ハーストがいた（人名と地名のハーストは無関係である。スペルが異なる。）。その年の8月8日にLZ 127は出発、大西洋を横切ってツェッペリン号の故郷であるドイツのフリードリヒスハーフェンへと飛行した。
フリードリヒスハーフェンで燃料を補給した飛行船は、広大なシベリアを横断して8月19日の夕方に東京上空へ来航した後、現在の茨城県稲敷郡阿見町にあった霞ヶ浦海軍基地へ着陸した。当時の東京は関東大震災からの復興途中で住民は夕焼けに染まるツェッペリン伯号を見て熱狂し、東京の明るいニュースとなった。翌日の新聞にツェッペリン伯号来航の記事が出て、その新聞に載っていた「君はツェッペリンを見たか」が当時の流行語になった。東京からの臨時列車も運行されて霞ヶ浦には8月23日の出発までの5日間に30万人もの人が集まった。これらのことから2005年、阿見町に隣接する土浦市に土浦ツェッペリン伯号展示館が開館した。

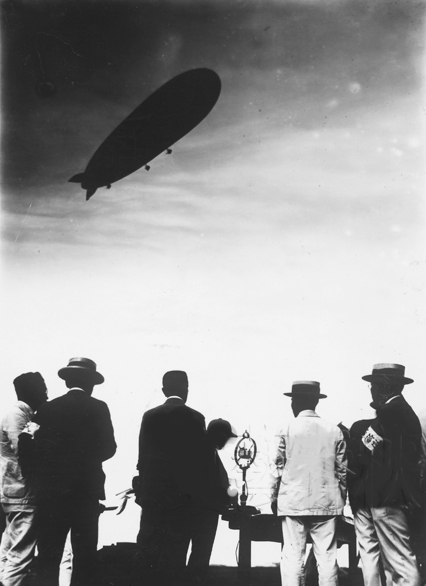
霞ヶ浦航空隊基地に来港したLZ 127（1929年8月19日）

8月23日、グラーフ・ツェッペリン伯号は初の太平洋横断飛行に霞ヶ浦から出発した。この時にはアメリカへ出張に向かう草鹿龍之介が同乗していた。そしてサンフランシスコの上空を通過して南に向かい、ロサンゼルスのマインズ・フィールドに到着した。これはあらゆる無着陸太平洋横断飛行の最初のものであり、その飛行距離は5,998マイル（9653 km）、飛行時間は3日に及んだ。アメリカ合衆国を横断する最後の行程はシカゴを通過して8月29日にレイクハースト海軍航空基地に至る2,996マイル（4,822 km）の旅で、所要時間は2日間だった。
この船旅は、全体で21日間と5時間31分を要した。最初のフリードリヒスハーフェンからレイクハーストまで移動し、そこから出発地に戻った最後の旅行までを含め、飛行船は4万91618キロメートル（3万0831マイル）を飛行した。出発地のレイクハーストからレイクハーストへ戻った間の距離は、3万1400キロメートル（1万9500マイル）であった。なおこの船旅の料金は一等席で9000ドルもしたそうである。
乗組員の中にはハーストの客人である、新婚の北極地方探検家ジョージ・ヒューバート・ウィルキンスとスザンヌ・ベネットがいた。この旅行が彼らへの結婚祝いのプレゼントだったのである。翌年、飛行船はヨーロッパ周辺で数多くの旅行に着手、1930年5月には南アメリカへの周遊にも成功し、大西洋を横断する最初の飛行船航路を正式に開く決定打となった。船は1931年に北極への調査飛行という、もう一つの壮大な目的地を追った。これはツェッペリン伯爵がそれより20年も前に夢見ていたことだったが、当時戦争が起こったためその時は夢を成し遂げられなかった。
世界恐慌が始まったばかりの1933年10月、グラーフ・ツェッペリンはシカゴ万博に姿を現した。この当時は飛行機との競争が大きくなっていたにもかかわらず、LZ 127は1936年まで毎年増え続ける旅行者や手紙を、大西洋を越えて運送したのである。

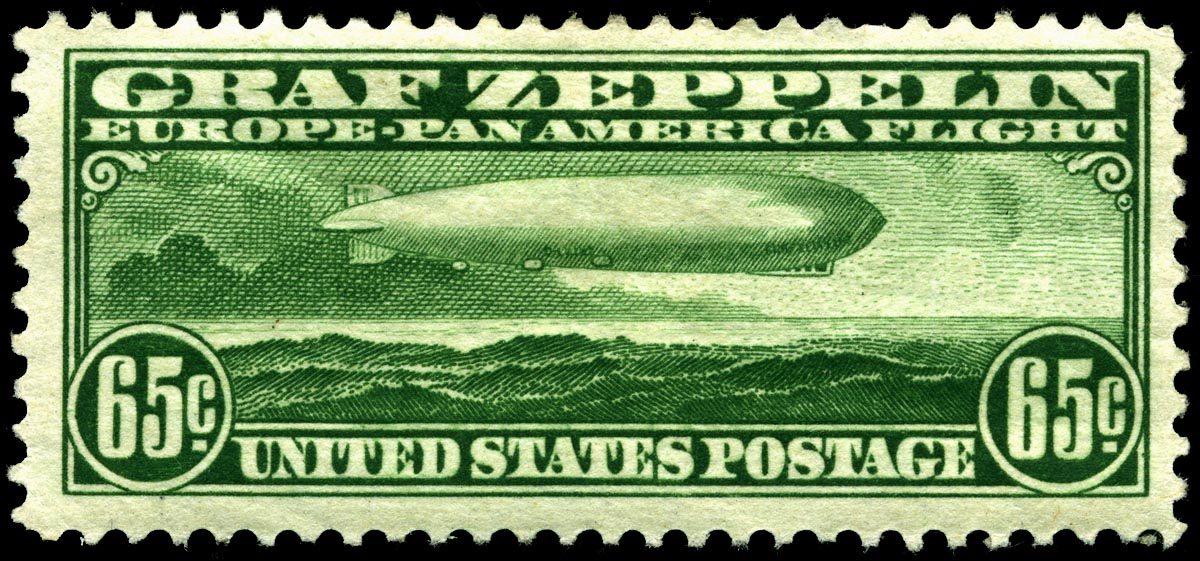
LZ 127が描かれたアメリカの航空郵便切手（1930年発行）

エッケナー博士は同じツェッペリン号の別の船舶で成功を収めたLZ 127を補うとして、LZ 128の開発を計画した。しかし、1931年にイギリスの旅客飛行船・R101の悲惨な事故が起こったため、ツェッペリン社は水素で満たす飛行船の安全性を再考せざるを得なくなり、また新計画のため飛行船の従来の設計も捨て去らなければならなくなった。LZ 129は、最終的に大統領パウル・フォン・ヒンデンブルクに因み「ヒンデンブルク」と名付けられた。これはツェッペリン社の技術をかなり増進させたであろう飛行船で、船内をヘリウムで満たすことが意図されていた。しかし、アメリカ合衆国から出されていた禁輸令で、飛行するのに必要であった大量のヘリウムが入手できなかったため、宿命的にも水素を使用する設計へと転換されたのである。
ヒンデンブルク号爆発事故後、飛行船の安全性に対する国民の信頼は打ち砕かれ、水素で満ちた飛行船で乗客を運ぶことが許容されなくなってしまった。LZ 127は事故の1ヶ月後にその役目を終え、博物館に収蔵されることになった。その後LZ 127は第二次世界大戦の勃発と共にその生涯の幕を下ろす。1940年3月、ナチス・ドイツの空軍元帥であったヘルマン・ゲーリングは、残るすべての飛行船の破壊を命じ、アルミニウム製の部品をドイツ兵器・弾薬省へと供給した。

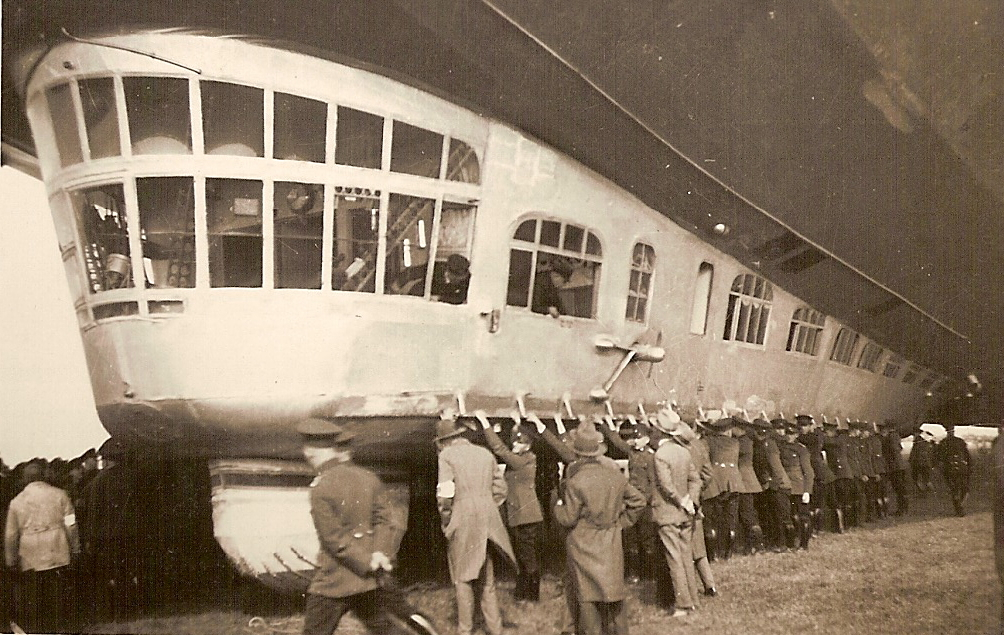
LZ 127係留時の模様。係留には多くの人手が必要だった。

機体内部の装置と気体袋の模式図。5つのエンジンは個別のゴンドラに設置されている。乗客及び制御用のゴンドラは機体下部前方(図の右側)にある。
記号:
ACP = 下部垂直尾翼内の補助制御所
red = AC = メインリング-2から最前部の係留ハブに通じる中心軸上の通路
blue = LC = メインリング20からメインリング211に通じる下部の通路。末端のはしごで中心軸上の通路に通じている
orange = WC = 乗組員用のトイレ
beige = CQ = 乗組員室(机・椅子・寝台がある)
beige = B = 寝台または荷物用のスペース
blue stripes = A = 通気管
green stripes = CS = 昇降管
brown stripes = GE = 排気管
brown box = O = オイルタンク
yellow box = P = 燃料タンク
light blue box = W = 水タンク
OP = 外皮最上部の監視所
pink cell = H2 = 水素ガス袋
magenta cell = BG = ブラウガス(燃料ガス)の袋